# Campeonato Brasileiro de Seleções de Basquete Feminino
O Campeonato Brasileiro de Seleções de Basquete Feminino foi uma competição realizada irregularmente entre 1940 e 1987 entre diversas seleções estaduais de basquete feminino do Brasil.

## Campeões

### Técnicos Campeões da Seleção Paulista
- 1963 - Mário Amâncio Duarte[4]
- 1968 - Newton Corrêa da Costa Junior